# Opogona nipponica
Opogona nipponica är en fjärilsart som beskrevs av Herbert Stringer 1930. Opogona nipponica ingår i släktet Opogona och familjen äkta malar. Inga underarter finns listade i Catalogue of Life.